# خانه شهیدان میرحسینی
منزل شهیدان میر حسینی مربوط به دوره پهلوی اول است و در شهرستان زهک، بخش جزینک، روستای صفدر میر بیک، خیابان شهید خسروی، ضلع جنوبی مسجد واقع شده و این اثر در تاریخ ۲۰ اسفند ۱۳۸۵ با شمارهٔ ثبت ۱۸۰۵۱ به‌عنوان یکی از آثار ملی ایران به ثبت رسیده است.